# Yvette Lewis
Yvette Lewis (nacida el 16 de marzo de 1985) es una atleta estadounidense de pista y campo nacida en Alemania que compite por Panamá en los 100 metros con vallas y el triple salto. Representó a los Estados Unidos en la competencia internacional hasta octubre de 2012 cuando cambió para competir por Panamá. Su mejor tiempo en las vallas es de 12,76 segundos mientras que su mejor triple salto es de 13,84 metros. Ganó la medalla de oro en las vallas de los Juegos Panamericanos 2011.
Representó a la Universidad de Hampton de manera colegiada y fue campeona de triple salto de la NCAA en interiores en 2006 y en exteriores en 2007. Ha representado a los Estados Unidos dos veces en los Juegos Panamericanos (2007 y 2011) y fue medallista de plata en el relevo de 4 × 100 metros en 2011.

## Carrera
Lewis nació en Alemania, ya que su familia se estableció allí debido a su padre Donnie Lewis colocación en el ejército. Su madre, Lorna Dowlin, había competido atléticamente, pero había dejado de practicar deportes para centrarse en su familia. Criada en Newport News, Virginia, Lewis inicialmente compitió en una variedad de eventos, pero hizo su debut internacional como saltadora triple en el Campeonato Mundial Junior de Atletismo de 2004.
Ella pasó a competir en la División I de la NCAA por Lady Pirates de la Universidad de Hampton. Mientras estuvo allí, representó a la universidad en una variedad de eventos, incluyendo triple salto, vallas, salto de longitud y las carreras cortas. En el USA Indoor Track and Field Championships de 2005 llegó ocho en el salto de longitud y la séptima en el triple salto. En 2006, se convirtió en la campeona indoor de la NCAA.
En la NCAA Indoors 2007, Lewis fue el subcampeón en el salto triple y tuvo posiciones menores en los obstáculos y el salto de longitud. El mayor éxito llegó al aire libre cuando se convirtió en la campeona de triple salto de la NCAA 2007 con un salto de 13,73 my alcanzó la final de 100 m con vallas con una nueva mejor carrera de 13,06 segundos. Un salto de 13,59 m en los USA Nationals le trajo el segundo puesto detrás de Shani Marks y volvió a ser semifinalista de vallas. A pesar de su alta clasificación nacional, no pudo competir en el Campeonato Mundial de Atletismo de 2007 porque no había alcanzado el nivel de clasificación necesario. Sin embargo, fue seleccionada para competir en ambos eventos por el equipo estadounidense para los Juegos Panamericanos 2007. En esa competencia, quedó sexta en el triple salto y última en la final de vallas. Después de graduarse de Hampton en 2007, se dedicó a las competiciones profesionales en 2008. Bajó menos de 13 segundos para los obstáculos por primera vez ese año y tuvo un récord personal de 12,87 segundos en las semifinales de las Pruebas Olímpicas de Estados Unidos. Fue finalista de triple salto en el evento, pero terminó fuera de los tres primeros a pesar de un nuevo mejor salto de 13,84 m. Habiendo perdido la clasificación para los Juegos Olímpicos de Beijing 2008, compitió en el circuito de pista europeo y corrió la mejor de los 100 metros con vallas de 12,85 segundos en la reunión de Herculis. Terminó su año en la DAK Leichtathletik-Gala, quedando sexta en el triple salto y tercera en la de vallas.
Su temporada 2009 comenzó en las competiciones europeas bajo techo: ganó los 60 metros con vallas en la PSD Bank Meeting y luego corrió un nuevo mejor tiempo de 8.05 segundos en la BW-Bank Meeting. El Gran Premio de Birmingham Indoor la vio competir en un desafío de tres eventos, donde ganó las vallas y estableció nuevos récords en interiores en el salto de longitud (6.29 m) y 400 metros (56.63 segundos) para terminar en segundo lugar en la general. Regresó a los Estados Unidos para la temporada al aire libre e hizo su impacto en el monte. SAC Relays, ganando los 100 m vallas y quedando segundo en el triple salto detrás de Shakeema Welsch. Estuvo cerca de lograr una nueva marca personal en el adidas Track Classic, donde ganó el triple salto en un récord de competencia de 13,82 m. Después de ganar en las vallas en las reuniones de Primo Nebiolo y Josef Odložil Memorial en Europa, compitió en los Campeonatos de Pista y Campo al Aire Libre de EE. UU. 2009 y alcanzó las semifinales de vallas y saltó en triple salto 13,88 m para el cuarto lugar en ese evento. Habiéndose perdido de nuevo los campeonatos importantes, volvió a las vallas en Europa e igualó su mejor tiempo para ganar en el International Leichtathletik-Sportfest en Cuxhaven.
99Lewis se centró en la carrera de vallas para la temporada 2010 y corrió bien en Europa, logrando un nuevo récord de 60 metros con vallas de 7,90 segundos y terminando como subcampeón en los encuentros PSD Bank, BW-Bank y Sparkassen Cup. Compitió con moderación en la temporada al aire libre debido a una grave lesión en el tobillo derecho. Después de correr en el circuito interior europeo a principios de 2011, quedó tercera en las vallas del Campeonato de Estados Unidos en pista cubierta. En el USA Outdoor Championships 2011, quedó quinta en el triple salto y llegó a la final de vallas, aunque fue descalificada por una salida en falso. Compitió en los obstáculos en varios encuentros de la Liga Diamante de la IAAF de 2011 ese año, incluido un segundo lugar en la final del Memorial Van Damme. Un nuevo récord personal de 12,76 segundos llegó en el István Gyulai Memorial inaugural en Budapest y rompió el récord de la reunión en el Palio Citta della Quercia con una racha de 12,87 segundos en contra. Ayudó a Estados Unidos a encabezar la tabla en la DécaNation con una victoria en vallas y luego fue seleccionada para el equipo nacional en los Juegos Panamericanos de 2011. Se destacó en la competencia continental al llevarse la medalla de oro de vallas en un tiempo de 12.82 segundos en la altura de Guadalajara. Esto la convirtió en la primera medallista estadounidense en el evento de vallas en doce años y la primera ganadora estadounidense desde LaVonna Martin 24 años antes. Consiguió una segunda medalla para su país en la carrera de relevos de 4 × 100 metros, donde el equipo estadounidense se llevó la plata, y también logró el séptimo lugar en el triple salto.

## Medalleros
| Año                                | competencia                            | lugar                               | Posición                           | Evento                             | Notas                              |
| Representando a los Estados Unidos | Representando a los Estados Unidos     | Representando a los Estados Unidos  | Representando a los Estados Unidos | Representando a los Estados Unidos | Representando a los Estados Unidos |
| ---------------------------------- | -------------------------------------- | ----------------------------------- | ---------------------------------- | ---------------------------------- | ---------------------------------- |
| 2004                               | Campeonato del Mundo Juvenil           | Grosseto, Italia                    | 15.º (q)                           | Triple salto                       | 12.96 m (wind: +0.2 m/s)           |
| 2006                               | Campeonato NACAC Sub-23                | Santo Domingo, República Dominicana | 4.º                                | Triple salto                       | 13.30 m (wind: +0.8 m/s)           |
| 2007                               | Juegos Panamericanos                   | Río de Janeiro, Brasil              | 8.º                                | 100 m vallas                       | 13.69 (wind: +0.0 m/s)             |
| 2007                               | Juegos Panamericanos                   | Río de Janeiro, Brasil              | 6.º                                | Triple salto                       | 13.49 m (wind: -0.4 m/s)           |
| 2011                               | Pan American Games                     | Guadalajara, México                 | 1.º                                | 100 m vallas                       | 12.81 (wind: +0.2 m/s)             |
| 2011                               | Pan American Games                     | Guadalajara, México                 | 7.º                                | Triple salto                       | 13.17 m (wind: +0.3 m/s)           |
| 2011                               | Pan American Games                     | Guadalajara, México                 | 2.º                                | 4 × 100 m relay                    | 43.10                              |
| 2011                               | DécaNation                             | Niza, Francia                       | 1.º                                | 100 m vallas                       | 12.84                              |
| Representando a Panamá             |                                        |                                     |                                    |                                    |                                    |
| 2013                               | Juegos Bolivarianos                    | Trujillo, Perú                      | 2.º                                | 100 m vallas                       | 13.20 (wind: +0.1 m/s)             |
| 2014                               | Campeonato del mundo en pista cubierta | Sopot, Polonia                      | 9.º (sf)                           | 60 m vallas                        | 8.00                               |
| 2014                               | Juegos Sudamericanos                   | Santiago, Chile                     | 1.º                                | 100 m vallas                       | 13.11 (wind: -1.6 m/s)             |
| 2014                               | Campeonatos Iberoamericanos            | São Paulo, Brasil                   | 1.º                                | 100 m vallas                       | 13.05 (wind: +0.1 m/s)             |
| 2014                               | Festival Deportivo Panamericano        | Ciudad de México, México            | 1.º                                | 100 m vallas                       | 12.86 A (wind: 0.9 m/s)            |
| 2015                               | Campeonatos sudamericanos              | Lima, Perú                          | 4.º (h)                            | 200 m                              | 24.64 (wind: -1.3 m/s)             |
| 2015                               | Campeonatos sudamericanos              | Lima, Perú                          | 1.º                                | 100 m vallas                       | 13.31 (wind: -2.2 m/s)             |
| 2015                               | Campeonatos mundiales                  | Beijing, China                      | 36.º (h)                           | 100 m vallas                       | 14.12                              |
| 2016                               | Juegos olímpicos                       | Río de Janeiro, Brasil              | 42.º (h)                           | 100 m vallas                       | 13.35                              |